# Třída Takanami
Třída Takanami je třída univerzálních raketových torpédoborců Japonských námořních sil sebeobrany. Byla postavena jako vylepšení torpédoborců třídy Murasame. Jejich hlavním úkolem je protiponorková a protiletadlová obrana námořních svazů. Třída se skládá z celkem pěti jednotek. Všechny jsou stále v aktivní službě.

## Stavba
Celkem bylo v letech 2000–2006 postaveno pět jednotek této třídy. Do služby byly zařazeny v letech 2003-2006.
Jednotky třídy Takanami:
| Jméno             | Zahájení stavby   | Spuštěna          | Vstup do služby | Status  |
| ----------------- | ----------------- | ----------------- | --------------- | ------- |
| Takanami (DD-110) | 25. dubna 2000    | 26. července 2001 | 12. března 2003 | aktivní |
| Ónami (DD-111)    | 17. května 2000   | 20. září 2001     | 13. března 2003 | aktivní |
| Makinami (DD-112) | 17. července 2001 | 8. srpna 2002     | 18. března 2004 | aktivní |
| Sazanami (DD-113) | 3. dubna 2002     | 29. srpna 2003    | 16. února 2005  | aktivní |
| Suzunami (DD-114) | 24. září 2003     | 26. srpna 2004    | 16. února 2006  | aktivní |

## Konstrukce

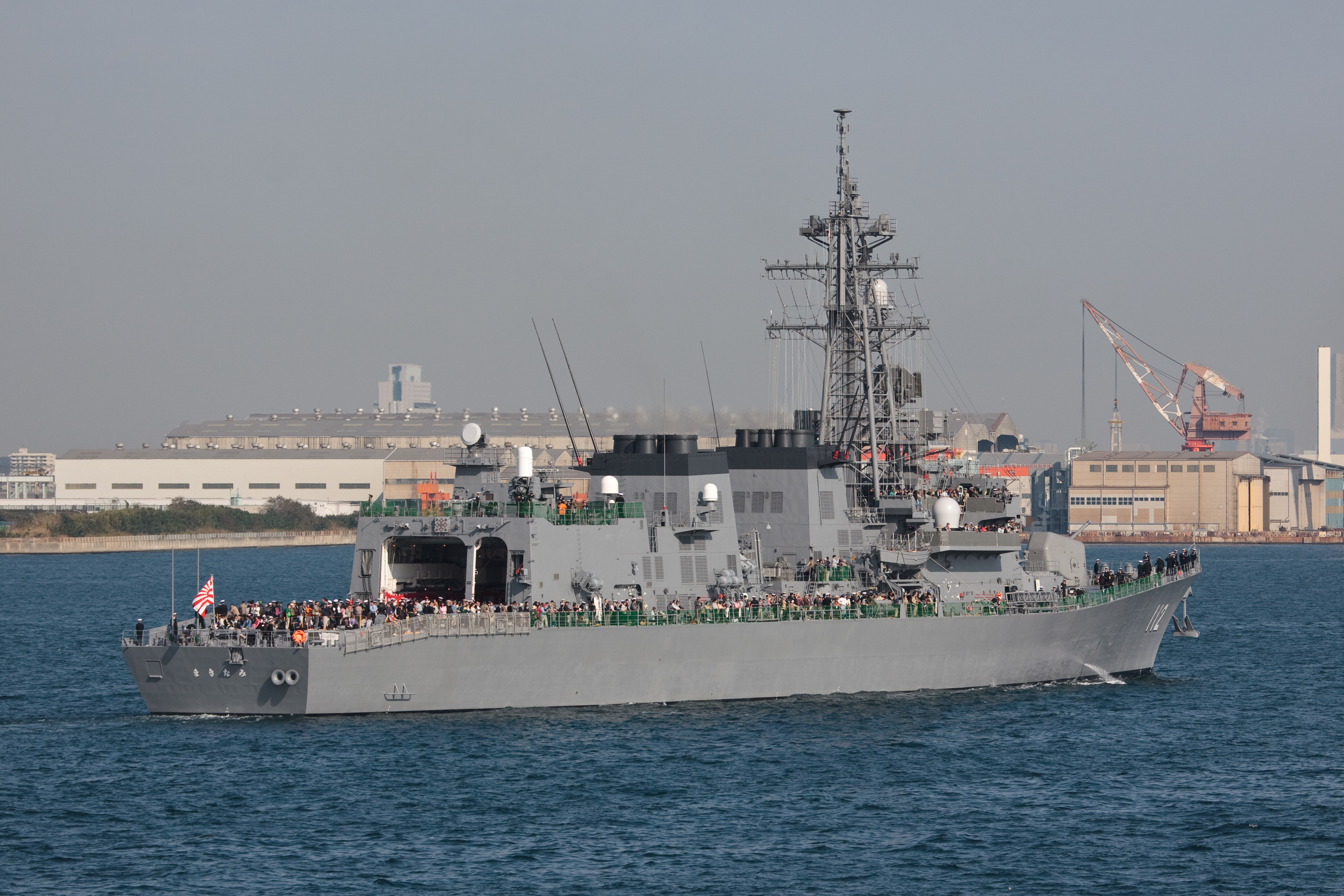
Makinami (DD-112)

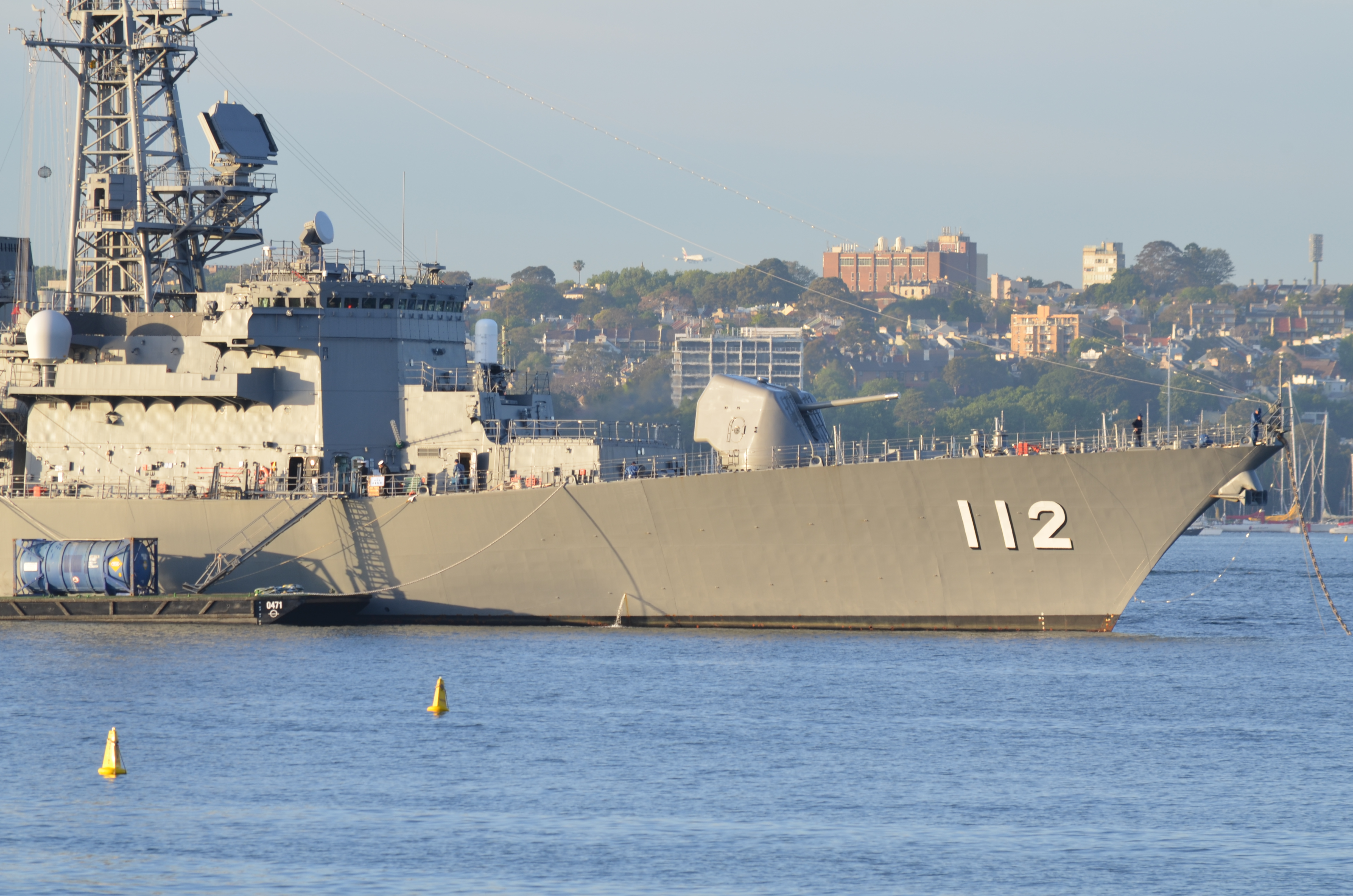
Makinami (DD-112)

Hlavňovou výzbroj torpédoborců tvoří jeden 127mm kanón Otobreda umístěný v příďové dělové věži. Kanón má dostřel třicet km a rychlost palby čtyřicet ran za minutu. Další výzbroj je umístěna ve 32násobném vertikálním vypouštěcím silu Mk 41. Ukládají se do něj protiletadlové řízené střely ESSM a raketová torpéda VL-ASROC. Blízkou obranu proti letadlům a protilodním střelám zajišťují dva systémy Phalanx CIWS. Protilodní výzbroj představují dva čtyřnásobné kontejnery protilodních střel SSM-1B s doletem 200 km. Protiponorkovou výzbroj doplňují dva tříhlavňové 324mm protiponorkové torpédomety typu 68 pro lehká protiponorková torpéda Mk 46. Torpédoborce rovněž nesou jeden protiponorkový vrtulník SH-60J, pro jehož uskladnění se na palubě nachází hangár.
Pohonný systém je koncepce COGAG. Pro plavbu ekonomickou rychlostí slouží dvě plynové turbíny Kawasaki-Rolls-Royce Spey SM-1C, přičemž v bojové situaci se připojí další dvě plynové turbíny General Electric LM2500. Lodní šrouby jsou dva. Nejvyšší rychlost přesahuje 30 uzlů.